# Ejup Maqedonci

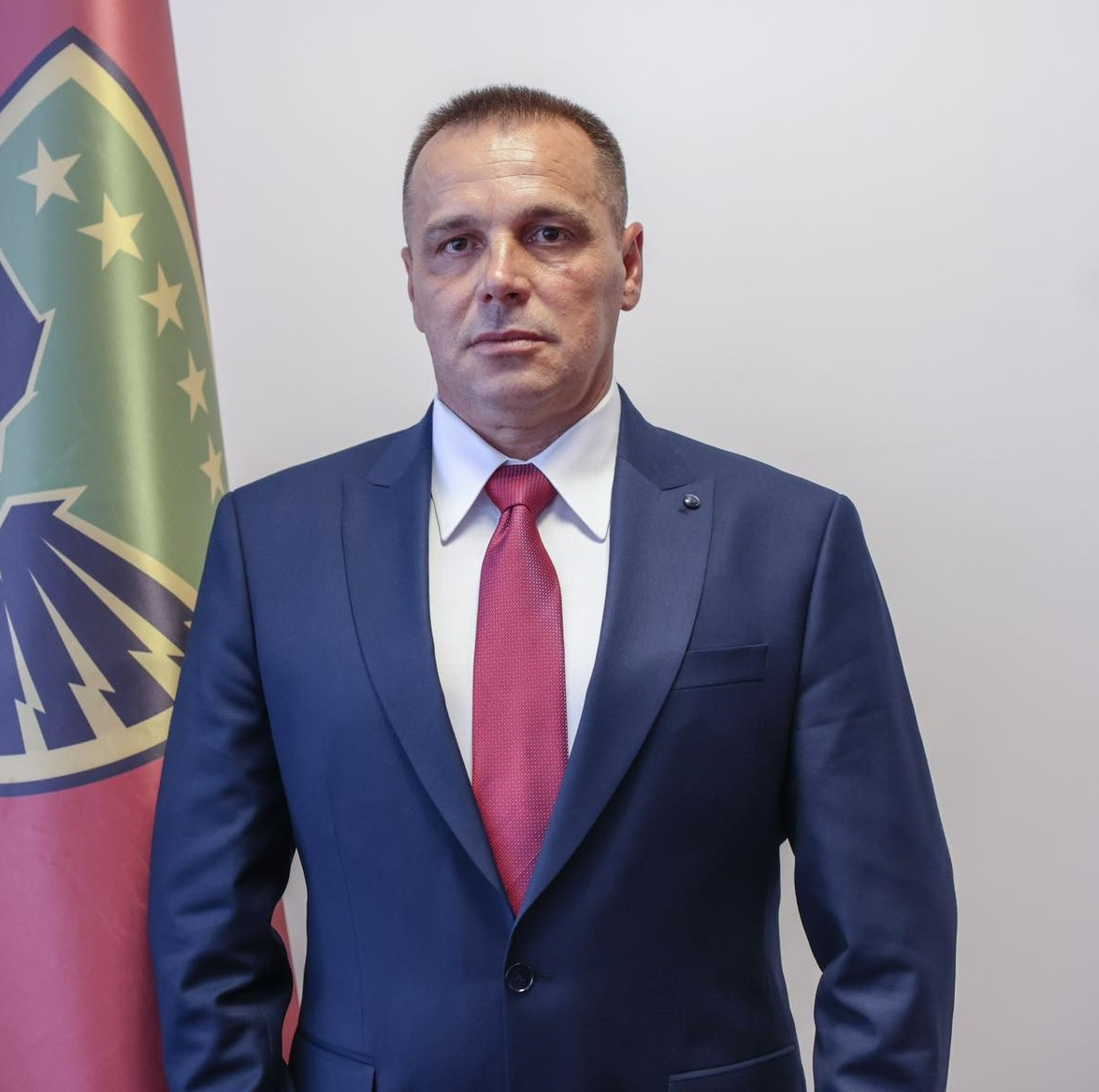
Ejup Maqedonci (2023)

Ejup Maqedonci (* 9. Mai 1977 in Pristina, Kosovo) ist ein kosovarisch-albanischer Berufsoffizier und Oberst, der seit dem 8. August 2023 als Verteidigungsminister des Kosovo dient.

## Leben
Geboren in Pristina, Kosovo, wanderte Maqedonci im Jahr 1996 in die Schweiz aus. Nach dem Beginn des Kosovo-Krieges im Jahr 1998 begab sich Maqedonci nach Albanien für militärische Ausbildung und kehrte anschließend nach Kosovo zurück, um sich den Reihen der Kosovo-Befreiungsarmee (UÇK) anzuschließen. Er diente in der 153. Brigade der Operativen Zone Llapi.
Nach dem Ende des Kosovo-Krieges schloss sich Maqedonci dem Kosovo-Schutzkorps an, wo er bis 2009 das Such und Rettungsbataillon leitete. Im Jahr 2009 schloss er sich der neu gegründeten Sicherheitskräften des Kosovo (FSK) an. Von 2014 bis 2019 leitete er die Schnelle Reaktionsbrigade der FSK. Im Jahr 2019 wurde er zum Leiter des Dezernat Operationen und Training im Generalstab der FSK ernannt. Am 10. Juli 2023 trat Maqedonci aus der FSK aus und wurde am 8. August desselben Jahres zum Verteidigungsminister ernannt.
Maqedonci absolvierte seine militärische Ausbildung in Albanien, dem Vereinigten Königreich, Deutschland, Japan und den Vereinigten Staaten. Er hält einen Master-Abschluss in Militärkunst und Wissenschaft vom U.S. Army Command and General Staff College sowie einen Master in Strategischen Studien vom United States Army War College.